# Línea Játiva-Alcoy
La línea Játiva-Alcoy es una línea férrea de 63,7 kilómetros de longitud que pertenece a la red ferroviaria española. Se trata de una línea de ancho ibérico (1668 mm), no electrificada y en vía única. Inaugurada en 1904, desde entonces la línea ha pasado por manos de varios operadores ferroviarios. En la actualidad el ente público Adif es el titular de todas las instalaciones.
Siguiendo la catalogación de Adif, es la «línea 342».

## Historia
A finales del siglo XIX la Compañía de los Caminos de Hierro del Norte de España se hizo cargo de las obras para construir un ramal que enlazara el centro industrial de Alcoy con línea férrea entre Valencia y Almansa, a través de la estación de Játiva. No obstante, la concesión estatal para construir esta línea ya había sido obtenida con anterioridad por el Marqués de Campo, propietario de la Sociedad de los Ferrocarriles de Almansa a Valencia y Tarragona (AVT). Los trabajos de construcción avanzaron muy lentamente: el tramo Játiva-Albaida entró en servicio el 29 de marzo de 1893; Albaida-Onteniente, en mayo de 1894; la última sección, Onteniente-Alcoy, no sería completada hasta abril de 1904. La línea sería abierta al tráfico ese mismo año.
Durante muchos años se hicieron propuestas para prolongar el trazado desde Alcoy hasta Alicante y su puerto, lo que permitiría una mejor explotación al aumentar el tráfico. El llamado Plan Guadalhorce que impulsó la dictadura de Primo de Rivera durante la década de 1920 preveía la construcción de la línea Alcoy-Alicante, llegando a iniciarse los trabajos de construcción. Sin embargo, aunque llegaron a levantarse numerosas infraestructuras, nunca se tendieron las vías y el proyecto quedó inacabado. En 1941, con la nacionalización del ferrocarril de ancho ibérico, la línea quedó integrada en la red de RENFE. 
En enero de 2005, con la división de RENFE en Renfe Operadora y Adif, la línea pasó a depender de esta última. En la actualidad el trazado es operado principalmente por la línea 47 de Media Distancia de Renfe, que hace el servicio Valencia-Játiva-Alcoy.

## Trazado y características
Se trata de una línea férrea de ancho ibérico (1688 mm), en vía única y sin electrificar, con una longitud de 63,7 kilómetros. Debido a la compleja orografía que impera en la zona, durante su construcción fue necesario realizar numerosas obras de fábrica, que incluyeron la perforación de túneles o la construcción de puentes, viaductos y tramos en trinchera. En la actualidad es considerada como la línea férrea con la velocidad punta más lenta de España.